# Bermuda Dunes, Kalifornien
Bermuda Dunes är en ort (CDP) i Riverside County, i delstaten Kalifornien, USA. Enligt United States Census Bureau har orten en folkmängd på 7 282 invånare (2010) och en landarea på 7,6 km².